# 黄继龄
黄继龄（1913年—1991年），斋号竹香楼生，男，湖南澧县人，中国书法家、国画家，曾任中国书法家协会理事，中国工艺美术学会理事，云南省书法家协会副主席。